# Abbaye de la Bourdillière
L'abbaye de la Bourdillière est une ancienne abbaye de moniales cisterciennes située sur la commune de Genillé, dans le département d'Indre-et-Loire
Fondée en 1622, l'abbaye est fermée un siècle plus tard et ses bâtiments vendus à la Révolution. Le logis conventuel subsiste, transformé en habitation ainsi que le logis seigneurial.

## Localisation
L'ancienne abbaye de la Bourdillière se situe à environ 500 m à l'ouest du centre-bourg de Genillé, sur la rive gauche de l'Indrois.

## Historique
Le domaine de la Bourdillière était composé de deux fiefs distincts, appartenant au milieu du XVe siècle à la famille Fumée ; le logis seigneurial autrefois fortifié (pont-levis et douves) a survécu.
Louis de Menou racheta le domaine en 1662, ce qui consacra la réunification des deux fiefs. Après son entrée dans les ordres, il fonda à la Bourdillière un prieuré érigé en 1688 en abbaye de moniales cisterciennes ; les 24 premières religieuses appartenaient à sa famille (sept de ses sœurs, quatre de ses filles et treize de ses nièces) qui se réservait le droit de nommer la mère supérieure — Claude de Menou, l'une des sœurs de Louis, fut la première prieure de la Bourdillière — ; il transféra ce droit au roi en même temps que le prieuré devenait abbaye "royale". Une plaque apposée à l'intérieur de l'église de Genillé rappelle cette fondation. À la suite de l'augmentation du nombre de religieuses, un bâtiment conventuel destiné à leur logement fut élevé au XVIIe siècle à l'est du logis seigneurial réservé, quant à lui, à l'abbesse. La chapelle seigneuriale, déjà construite à la fondation de l'abbaye, servit d'église abbatiale.
À la fin du XVIIe siècle, l'abbaye accueillait quarante-trois moniales, et parmi elles les trois filles de Charles de Menou d'Aulnay, gouverneur de l'Acadie (Canada) de 1638 à sa mort survenue en 1650.
Au cours du XVIIIe siècle, le nombre de religieuses dimiua régulièrement : elles n'étaient plus que cinq en 1760. La fermeture de l'abbaye fut décrétée en 1770 en raison de l'insuffisance de ses revenus, inférieurs à ses dépenses, et du mauvais état des bâtiments, mais elle ne devint effective que huit ans plus tard, au terme d'une longue procédure, et les biens de la Bourdillière, dont plusieurs possessions sur le territoire de Genillé, furent réunis à ceux de l'abbaye de Beaumont-lès-Tours ; la chapelle, dédiée à Notre-Dame-de-Pitié, fut interdite puis démolie.
Vendus comme bien nationaux à la Révolution, les bâtiments de l'abbaye furent rachetés en 1791 par un descendant de la famille de Menou, qui en était déjà propriétaire avant la Révolution ; il revendit ce domaine en plusieurs lots peu de temps après. Le bâtiment conventuel fut transformé en habitation. De 1939 à 1963, la Bourdillière eut comme propriétaires successifs Franc-Nohain puis son fils Claude Dauphin.

## Architecture et décoration
Le logis seigneurial conserve son bâtiment principal du XVe siècle, sur plan rectangulaire couvert d'un toit en ardoises à quatre pans, accompagné au centre de sa façade orientale d'une tour polygonale accueillant un escalier à vis. Un pavillon, construit en retour d'angle au sud, est pourvu dans son angle sud-ouest d'une autre tour, cylindrique et couverte en poivrière. Cet ensemble date probablement de la fin du XVIe siècle et, à l'époque, les douves devaient encore être en eau, alors qu'elles sont maintenant presque totalement comblées.
Le logis conventuel, long d'une cinquantaine de mètres , dont la façade principale est orientée au sud, est reconverti en habitations. Cet édifice a été à de nombreuses reprises remanié, certaines de ses fenêtres murées et d'autres percées. Le logis seigneurial du XVe siècle appartenant à l’ancien château est encore visible, flanqué de deux tours. Il fait l’objet d’une inscription au titre des monuments historiques depuis le 27 novembre 1951.
La chaire des abbesses de l'abbaye, fabriquée au XVIIe siècle, fut rachetée par le curé de Genillé après la fermeture de l'abbaye, en 1780. Elle a été installée dans le chœur de l'église de Genillé. Elle est intégrée depuis 1992 à la liste des monuments historiques en tant qu'objet classé.

## Filiation et dépendances
Parmi les biens acquis par le monastère au cours de son siècle d'existence, il faut mentionner :
- La métairie du Coudray, à Genillé, provenant de la succession de François Laumosnier et achetée pour 2.100 livres en 1682.
- Une maison avec cours, jardins, ouches, terres, prés, vignes, pacages, bois, dans le village de la Noctière, à Coulangé, provenant de la succession de Marie Aubin et acquis sur Sylvain Beaugé et ses enfants en 1720 pour 18.000 livres.
- La métairie de la Puchère, à Genillé, acquise pour 3.000 livres en 1734.
- La métairie de Corviers, paroisse de Luzillé, achetée à Louis-Gaëtan de Thienne, baron de Beauchesne, pour 2.250 livres en 1736.
- Une chapelle Notre-Dame de Pitié était attachée à La Bourdillière avant que le château ne soit transformé en monastère[13].

## Abbesses et prieures
La charge d’abbesse se transmet de tante à nièce
- Claude Menou, sœur aînée du fondateur et première prieure perpétuelle,
- Catherine Ire sa nièce et coadjutrice depuis 1688 lui succède en 1691,
- Catherine II coadjutrice en 1714 gouverne le monastère plus de vingt ans et était encore en charge en 1734.
- Catherine-Françoise de Menou de 1746 à 1752.
- Marie-Eléonore de la Roche-Menou en 1764[13]

## Pour en savoir plus